# Kongsted Kirke
Kongsted Kirke er en kirke i landsbyen Kongsted, som i dag er vokset sammen med landsbyen Rønnede ca. 5 km vest for Faxe på Sjælland.
Kongsted Kirke var oprindelig en romansk kirke opført af Valdemar Sejr og stod færdig i 1217. Kirken var kongens kirke og sådan fik landsbyen sit navn Kongsted. I årene 1425-1450 blev kirken fuldstændig ændret til sengotisk stil. Ejeren af Lystrup gods, som ligger tæt på Kongsted – Rigskansler Ejler Grubbe – fik ved et gavebrev overdraget Kongsted kirke i 1585. Den yngste del af kirkens tilbygninger er Ejler Grubbes Kapel. 
Kirkens kælenavn er Sydsjællands Domkirke.[kilde mangler] Dette skyldes for det første den størrelse - da det er en gammel kongekirke, er den usædvanlig stor for en landsbykirke og rummer således 250 siddepladser i hovedskibet.
En anden forklaring skal findes i, at kirkens største attraktion er dens helt særlige kalkmalerier. De tre første hvælvinger er malet af Faxemaleren og adskiller sig ikke i stil fra mange andre kalkmalerier i Danmark. De to sidste hvælvinger er Kongstedmaleren og er nogle af de fineste kalkmalerier vi har i danske kirker.[kilde mangler] De udmærker sig ved, at de er malet semi-fresco og dermed har en tredimensionel kvalitet - som eller mest findes i Sydeuropa.[kilde mangler]